# Saladero Mariano Cabal
Saladero Mariano Cabal es una comuna ubicada en el departamento Garay de la provincia de Santa Fe. Se encuentra en la margen derecha del río San Javier. Su principal vía de comunicación es la ruta provincial 1, que la vincula al norte con San Javier y al sur con Helvecia.
Es una villa turística, que aprovecha el río San Javier tanto para residencias de fines de semana (centradas en construcciones palafíticas y de madera), como para actividades recreativas relacionadas con el río y su entorno natural: esquí, paseos en canoa, cabalgatas, safaris. Cuenta con puesto de salud, comisaría, templo católico y escuela. La ganadería es también una actividad tradicional, aunque la soja viene ganando lugar entre los cultivos.

## Origen
La localidad tiene su origen en un saladero, establecimiento para salar carnes que luego serían reemplazados por los frigoríficos. La chimenea del saladero, construida en 1873, se conserva en la plaza principal del pueblo.

## Población
Cuenta con 857 habitantes (Indec, 2010), lo que representa un descenso frente a los 871 habitantes (Indec, 2001) del censo anterior.
| Gráfica de evolución demográfica de Saladero Mariano Cabal entre 1991 y 2010 |
|                                                                              |
| Fuente: Censos nacionales del INDEC                                          |